# Silagolo (Ort)
Silagolo ist ein osttimoresischer Ort im Suco Lupal (Verwaltungsamt Lolotoe, Gemeinde Bobonaro).
Das Dorf liegt im Zentrum der Aldeia Silagolo, auf einer Meereshöhe von 627 m. Eine unbefestigte Piste führt durch Silagolo. Östlich liegt an ihr das Dorf Dilai, nordwestlich das Dorf Tapo. Silagolo ist umgeben von den Bergen Lolo Holgeben (652 m), Sahe (879 m) und Manolor (678 m).
Im Dorf Silagolo befinden sich eine Grundschule und eine medizinische Station.